# ローラ・T90/00

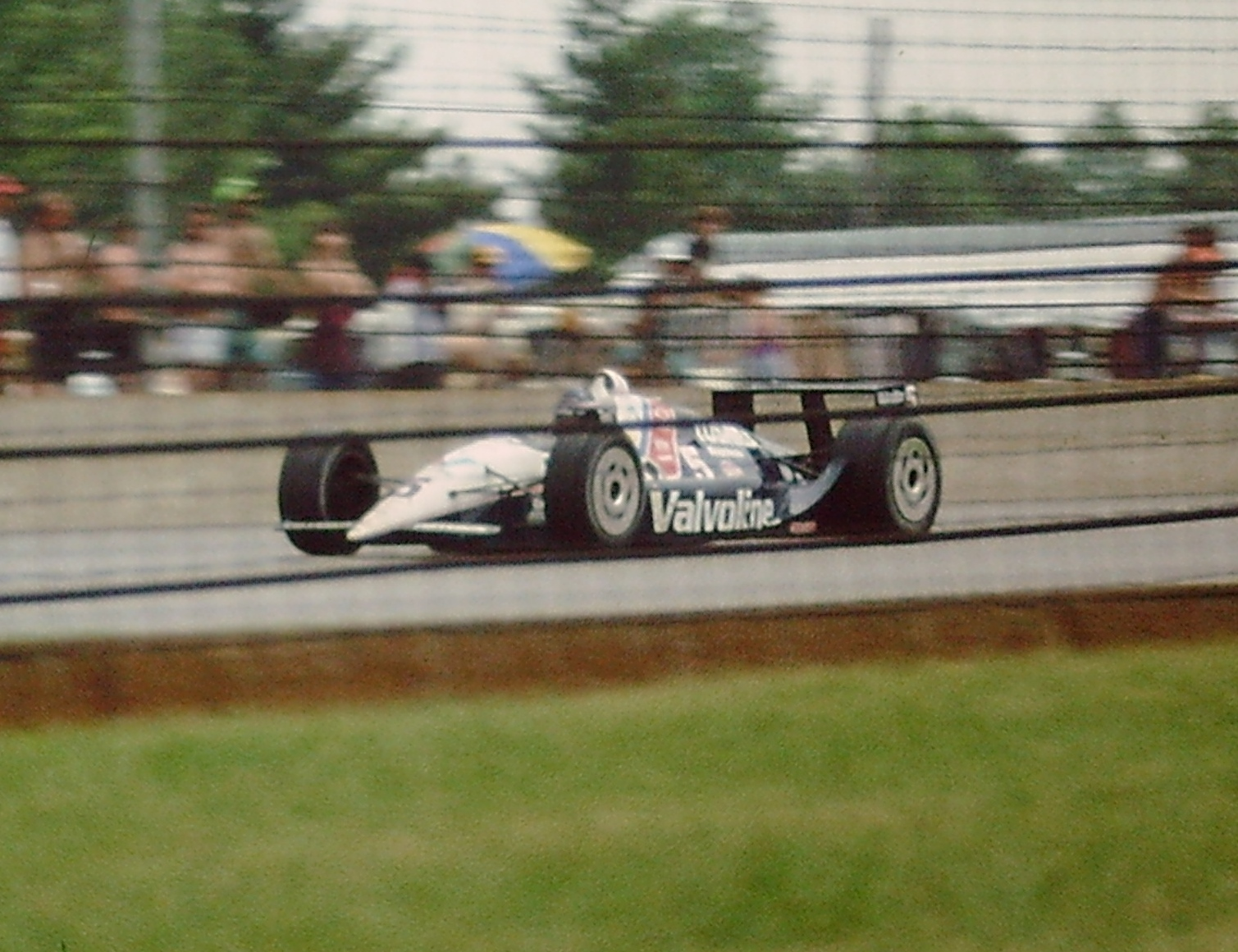
アル・アンサーJr.が駆るT90/00（1990年のインディ500にて）

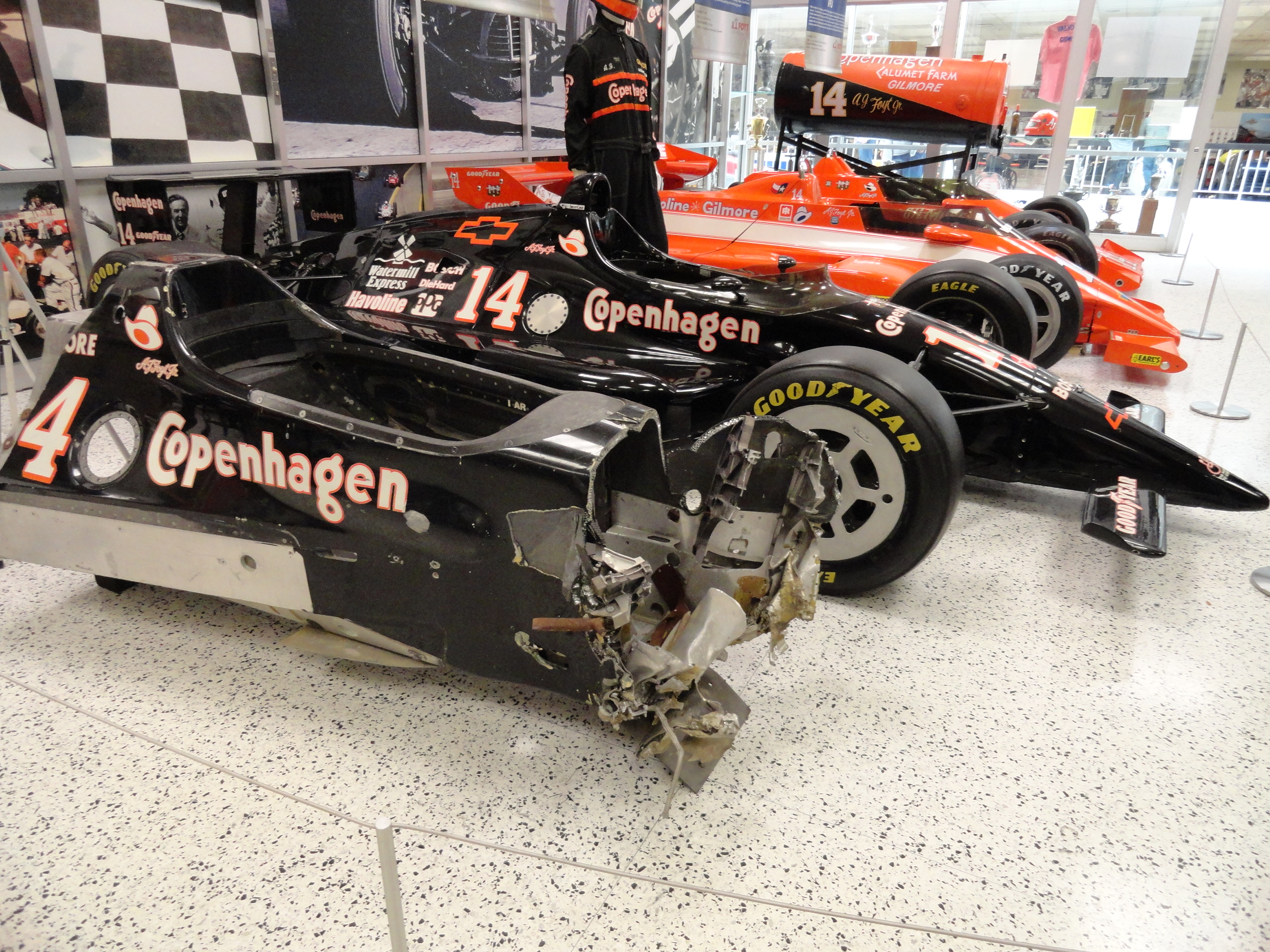
クラッシュしたT90/00（1990年、A.J.フォイト車）

ローラ・T90/00（Lola T90/00）は、ローラが設計・製造したオープンホイールレーシングカーである。1990年のインディカー・シーズンで使用された。戦闘力が非常に高く、シーズン12勝を挙げ、その年開催されたインディ500ではアリー・ルイエンダイクが優勝し、ギャレス-クラコ・レーシングから参戦したアル・アンサーJr.がドライバーズタイトルを獲得した。735–800 hp (548–597 kW) 発生するイルモア-シボレー 265-A V8ターボエンジンを搭載していた。